# Роберто Перфумо
Роберто Альфредо Перфумо (ісп. Roberto Alfredo Perfumo, нар. 3 жовтня 1942, Саранді — пом. 10 березня 2016, Буенос-Айрес) — аргентинський футболіст, який грав на позиції захисника.

## Клубна кар'єра

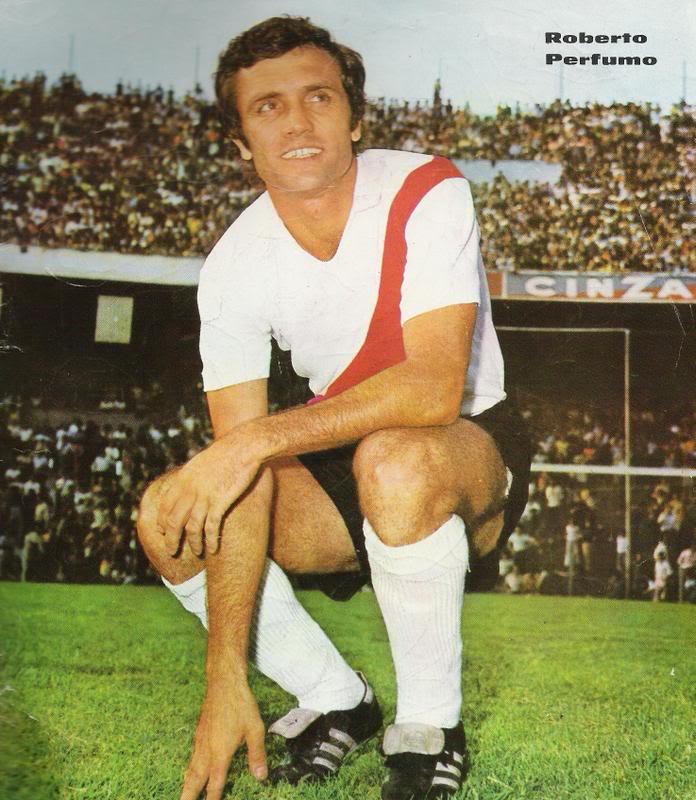
Роберто Перфумо у футболці «Рівер Плейт» (1975) на обкладинці El Mariscal.

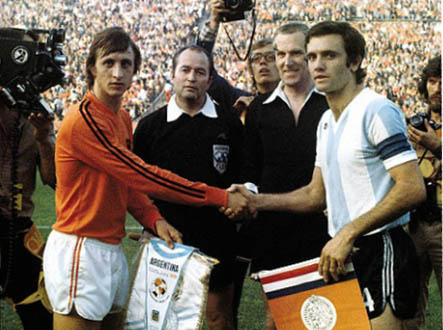
Роберто Перфумо разом з Йоганом Кройфом на чемпіонаті світу 1974 року

Футбольну кар'єру розпочав 1957 року в аматорському клубі «Пулкі». У 1960 році виступав за «Рівер Плейт» у п'ятому дивізіоні чемпіонату Аргентини. Побував на перегляді в «Ланусі» та «Індепендьєнте», проте жодному з клубів не підійшов. Першим професіональним клубом Роберто став «Расінг» (Авельянеда), кольори якого він захищав з 1962 по 1970 рік. У дорослому футболі дебютував у січні 1964 року в товариському матчі проти «Фламенгу», який зіграли в чилійському Сантьяго.
Спочатку виступав на позиції півзахисника, але в резервній команді «Расінга» Роберто перевели на правий фланг захисту. Дебютував у Прімера Дивізіоні в поєдинку проти «Ферро Карріль Оесте», замінивши Нестора Россі. Під час виступів за «Расінг» вважався одним з найкращих захисників Аргентини, разом з командою виграв чемпіонат Аргентини, Кубок Лібертадорес та Міжконтинентальний кубок. У всих вище вказаних турнірах ЗМІ та вболівальники клуби визнавали Роберто найкращим гравцем «Расінга».
У 1971 році перейшов у бразильський «Крузейро». По завершенні чемпіонату світу 1974 року повернувся до Аргентини. Виступав за «Рівер Плейт», у футболці якого 1978 року завершив кар'єру футболіста.

## Кар'єра в збірній
У національної збірної Аргентини дебютував 1964 року. Учасник чемпіонату світу 1966 року в Англії. Разом з командою дійшов до 1/4 фіналу, а Перфумо зіграв у всих матчах. Також поїхав на Олімпійських іграх 1964 року в Токіо, де аргентинці вибули вже в попередньому раунді. У 1974 році взяв участь у чемпіонаті світі в Німеччині.

## Кар'єра тренера
Тренерську кар'єру розпочав у клубі «Атлетіко Сарменто». У 1982 році тренував уругвайський клуб «Суд Америка». Потім тренував парагвайський клуб «Олімпія» (Асунсьйон), з яким виграв Torneo República. Разом з «Хімнасією і Есгрімою» виграв Copa Centenario.

## Кар'єра на телебаченні
Після завершення кар'єри гравця працював футбольним коментатором на каналах ESPN та ведучим програми «Футбол сьогодні» на каналі TV Pública.

## Смерть
10 березея 2016 року помер від травми черепа внаслідок падіння зі сходів по завершенні обіду з колегами-журналістами в передмісті Буенос-Айреса Пуерто-Мадеро.

## Досягнення

### Як гравця
«Расінг»
- Прімера Дивізіон
  -  Чемпіон (1): 1966

- Кубок Лібертадорес
  -  Володар (1): 1967

- Міжконтинентальний кубок
  -  Володар (1): 1967

«Крузейро»
- Ліга Мінейро
  -  Чемпіон (3): 1972, 1973, 1974

«Рівер Плейт»
- Прімера Дивізіон
  -  Чемпіон (3): 1975 (Метрополітано), 1975 (Національний), 1977 (Метрополітано)

### Як тренера
«Хімнасія і Есгріма»
- Copa Centenario
  -  Володар (1): 1993